# Yukarıyorganlı, Özalp
Yukarıyorganlı là một xã thuộc thành phố Özalp, tỉnh Van, Thổ Nhĩ Kỳ. Dân số thời điểm năm 2011 là 422 người.